# Bastutjärnen (Säbrå socken, Ångermanland, 695854-160579)
Bastutjärnen är en sjö i Härnösands kommun i Ångermanland och ingår i Ångermanälven-Gådeåns kustområde.